# Sankt Ibbs församling
Sankt Ibbs församling var en församling i Lunds stift och i Landskrona kommun. Församlingen uppgick 2006 i Landskrona församling.
Församlingen omfattade ön Ven.

## Administrativ historik
Församlingen har medeltida ursprung. 
Församlingen utgjorde till 1962 ett eget pastorat för att därefter till 2006 vara annexförsamling i pastoratet Landskrona och Sankt Ibb som från en tidpunkt mellan 1998 och 2002 även omfattade Härslövs församling och Ottarps församling. Församlingen uppgick 2006 i Landskrona församling.

## Kyrkor
Sankt Ibbs församlings äldsta kyrka var Sankt Ibbs gamla kyrka, som byggdes på 1200-talet. Sankt Ibbs nya kyrka, eller Allhelgonakyrkan, invigdes 1899 mitt på Ven.